# 布勢清直
布勢 清直（ふせ の きよなお）は、奈良時代の貴族。姓は朝臣。官位は正五位下・上総守。

## 経歴
宝亀3年（772年）従五位下・少納言に叙任され、宝亀5年（774年）武蔵介として地方官に転じる。
宝亀9年（778年）唐使・孫興進を唐に送り返すための送唐客使となり、翌宝亀10年（779年）唐に渡る。翌天応元年（781年）6月に帰国し、9月に渡唐の功労により二階昇進して正五位下に叙せられる。その後、短期間に兵部大輔・民部大輔を務めた後、天応2年（782年）上総守として再び地方官に転じた。

## 官歴
『続日本紀』による。
- 時期不詳：正六位上
- 宝亀3年（772年） 正月3日：従五位下。4月20日：少納言
- 宝亀5年（774年） 3月5日：武蔵介
- 宝亀9年（778年） 12月17日：送唐客使
- 天応元年（781年） 9月22日：正五位下（越階）。10月4日：兵部大輔
- 天応2年（782年） 2月7日：民部大輔。4月26日：上総守